# William Black

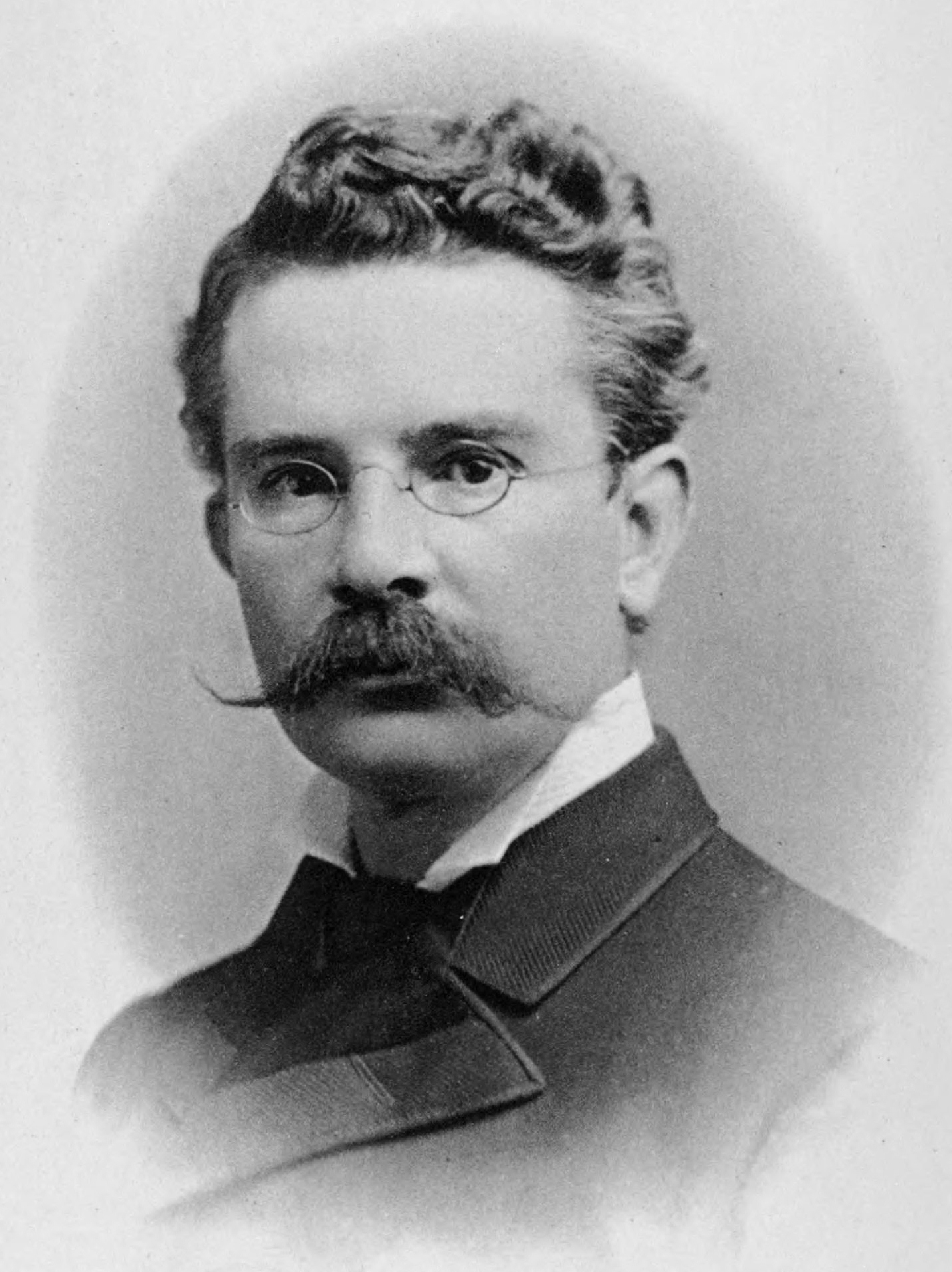
William Black

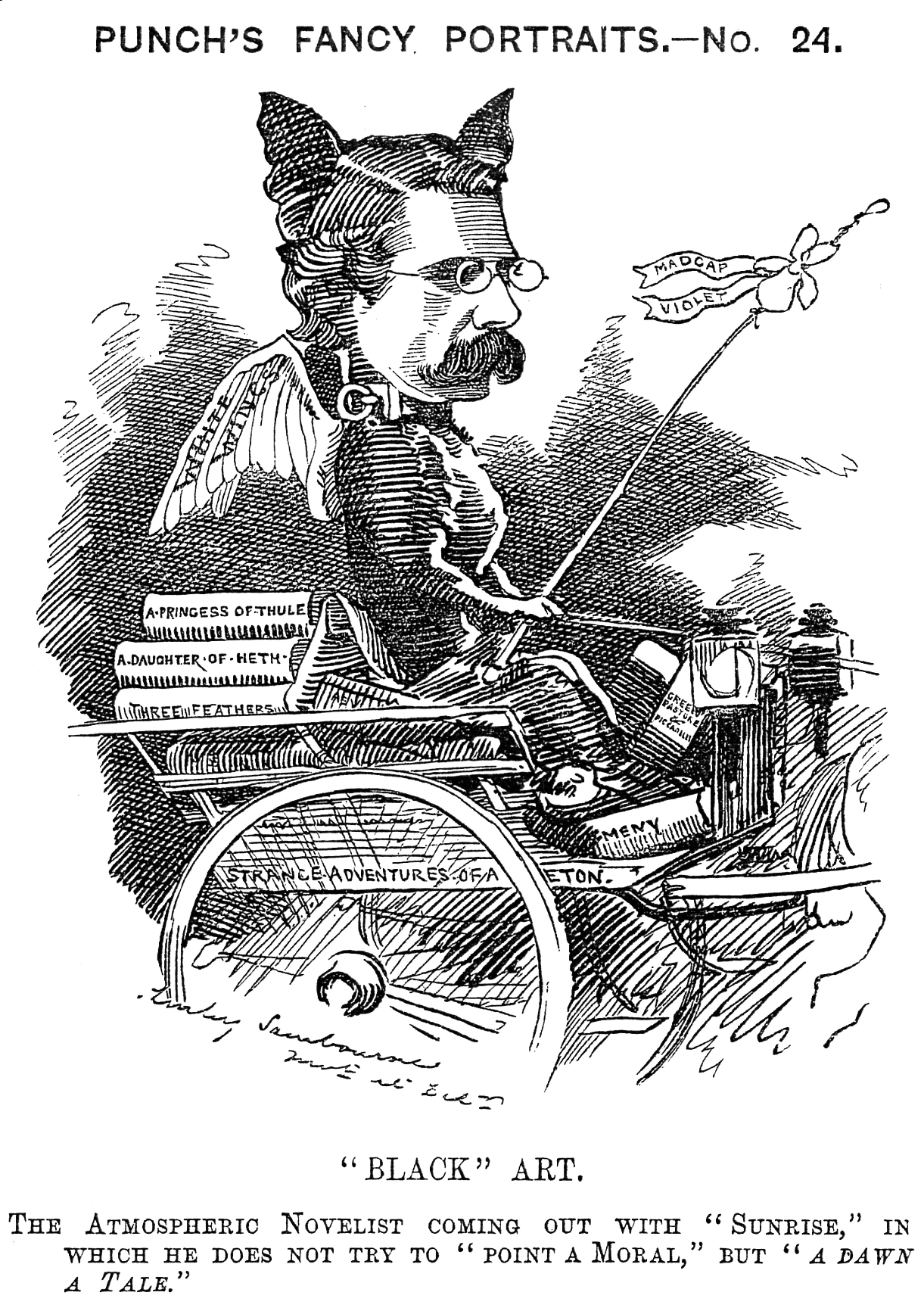
Karikatur Blacks im Punch, 1881

William Black (* 13. November 1841 in Glasgow; † 10. Dezember 1898 in Brighton, East Sussex) war ein schottischer Schriftsteller.
Black beschäftigte sich in seiner Jugend vor allem mit Botanik und mit Malerei. Eigentlich sollte er Kunstmaler werden, doch wandte er sich dann der Schriftstellerei zu. 
Black war sehr belesen; wesentlich beeinflusst haben ihn Heinrich Heine, Alfred de Musset, William Thackeray und George Sand. Daneben war er ein Bewunderer von Marc Aurel.
Er schrieb zunächst Zeitungsbeiträge, darunter eine Reihe von Texten im Stil von Christopher North, die im Weekly Citizen erschienen. Damit begann seine Karriere als Journalist. 1864 zog er nach London, 1866 arbeitete er als Korrespondent des Morning Star. Später wurde er Herausgeber von London Review, dann Mitherausgeber der Daily News, bis er sich 1875 entschloss, als freier Schriftsteller zu leben. 
Schon 1864 hatte er ein Buch herausgebracht, das er aber später einstampfen ließ, 1868 hatte er die Erzählung Love or Marriage veröffentlicht; es folgten ebenfalls 1868 In Silk Attire, 1871 A Daughter of Heth, 1872 The Strange Adventures of a Phaeton, 1873 Kilmeny und Princess of Thule, 1875 The Maid of Killeena und Three Feathers, 1876 Lady Silverdale's Sweetheart and Other Stories, später folgten noch Madcap Violet, Green Pastures and Piccadilly, Macleod of Dare, Sunrise, Shandon Bells, Yolande, The New Prince Fortunatus und Judith Shakespeare.
A Daughter of Heth war das erste erfolgreiche Buch Blacks. Princess of Thule wurde später Grundlage von Lyman Frank Baums The Maid of Arran. 
1878 kam Blacks Band Goldsmith der Reihe English Men of Letters heraus.

## Denkmal
An Black erinnert ein Leuchtturm am östlichen Ende der Isle of Mull.

## Sonstiges
Von 1879 bis zu seinem Tod lebte William Black in Brighton. 1865 heiratete er zum ersten Mal; seine Frau starb schon im Jahr darauf und der aus dieser Verbindung hervorgegangene Sohn Martin im Jahr 1871. Seine zweite Ehefrau, Eva Simpson, heiratete er 1874.